# Lehaucourt
Lehaucourt är en kommun i departementet Aisne i regionen Hauts-de-France i norra Frankrike. Kommunen ligger  i kantonen Catelet som ligger i arrondissementet Saint-Quentin. År 2022 hade Lehaucourt 832 invånare.

## Befolkningsutveckling
Antalet invånare i kommunen Lehaucourt
Referens: INSEE